# Rogers Cup 2017
Rogers Cup presented by National Bank 2017, francouzsky Coupe Rogers 2017, také známý pod názvem Canada Masters 2017, byl společný tenisový turnaj mužského okruhu ATP World Tour a ženského okruhu WTA Tour, hraný na otevřených dvorcích s tvrdým povrchem. Konal se mezi 7. až 13. srpnem 2017 ve dvou kanadských velkoměstech Torontu a Montréalu jako 128. ročník mužského a 116. ročník ženského turnaje.
Mužská polovina soutěže probíhala v montréalském areálu s centrálním dvorcem Uniprix Stadium. Po grandslamu byla zařazena do druhé nejvyšší kategorie okruhu ATP Masters 1000 a její dotace činila 4 917 120 amerických dolarů. Ženská část s rozpočtem 2 735 139 dolarů se odehrávala v torontském areálu s centrkurtem Rexall Centre. Na okruhu WTA patřila do kategorie WTA Premier 5. Turnaj byl součástí letní americké šňůry na tvrdých betonech US Open Series 2017.
Nejvýše nasazenými hráči v soutěžích dvouher se stali druhý hráč klasifikace Rafael Nadal ze Španělska a světová jednička Karolína Plíšková z České republiky. Jako poslední přímá účastnice do dvouhry nastoupila francouzská 48. žena klasifikace Océane Dodinová.
Šestou trofej na okruhu ATP Tour si připsal 20letý Němec Alexander Zverev. Švýcar Roger Federer tak po pěti výhrách utržil první finálovou porážku v sezóně. Devátý singlový titul na okruhu okruhu WTA Tour vybojovala Ukrajinka Elina Svitolinová. Mužského debla ovládl francouzský pár Pierre-Hugues Herbert a Nicolas Mahut. Poprvé v historii turnaje obhájil pár titul z ženské čtyřhry, když se tento výkon podařil ruské dvojici Jekatěrina Makarovová a Jelena Vesninová.

## Rozdělení bodů a finančních odměn

### Rozdělení bodů
| Soutěž       | vítězové | finalisté | semifinalisté | čtvrtfinalisté | 16 v kole | 32 v kole | 64 v kole | Q  | Q2 | Q1 |
| ------------ | -------- | --------- | ------------- | -------------- | --------- | --------- | --------- | -- | -- | -- |
| dvouhra mužů | 1000     | 600       | 360           | 180            | 90        | 45        | 10        | 25 | 16 | 0  |
| čtyřhra mužů | 1000     | 600       | 360           | 180            | 90        | 0         | —         | —  | —  | —  |
| dvouhra žen  | 900      | 585       | 350           | 190            | 105       | 60        | 1         | 30 | 20 | 1  |
| čtyřhra žen  | 900      | 585       | 350           | 190            | 105       | 5         | —         | —  | —  | —  |

### Finanční odměny
| Soutěž       | vítězové | finalisté | semifinalisté | čtvrtfinalisté | 16 v kole | 32 v kole | 64 v kole | Q2     | Q1     |
| ------------ | -------- | --------- | ------------- | -------------- | --------- | --------- | --------- | ------ | ------ |
| dvouhra mužů | $894 585 | $438 635  | $220 760      | $112 255       | $58 295   | $30 730   | $16 595   | $2 930 | $1 490 |
| dvouhra žen  | $501 975 | $243 920  | $122 190      | $58 185        | $28 030   | $14 360   | $7 745    | $3 150 | $1 905 |
| čtyřhra mužů | $277 030 | $135 630  | $68 030       | $34 920        | $18 050   | $9 520    | —         | —      | —      |
| čtyřhra žen  | $143 600 | $$72 534  | $35 910       | $18 075        | $9 170    | $4 530    | —         | —      | —      |

## Dvouhra mužů

### Nasazení
| Stát                             | Hráč                  | ATP | Nasazení |
| -------------------------------- | --------------------- | --- | -------- |
| Španělsko                        | Rafael Nadal          | 2.  | 1.       |
| Švýcarsko                        | Roger Federer         | 3.  | 2.       |
| Rakousko                         | Dominic Thiem         | 7.  | 3.       |
| Německo                          | Alexander Zverev      | 8.  | 4.       |
| Japonsko                         | Kei Nišikori          | 9.  | 5.       |
| Kanada                           | Milos Raonic          | 10. | 6.       |
| Bulharsko                        | Grigor Dimitrov       | 11. | 7.       |
| Francie                          | Jo-Wilfried Tsonga    | 12. | 8.       |
| Belgie                           | David Goffin          | 13. | 9.       |
| Česko                            | Tomáš Berdych         | 14. | 10.      |
| Španělsko                        | Pablo Carreño Busta   | 15. | 11.      |
| Španělsko                        | Roberto Bautista Agut | 16. | 12.      |
| Francie                          | Lucas Pouille         | 17. | 13.      |
| USA                              | John Isner            | 18. | 14.      |
| USA                              | Jack Sock             | 19. | 15.      |
| Austrálie                        | Nick Kyrgios          | 20. | 16.      |
| Žebříček ATP k 31. červenci 2017 |                       |     |          |

### Jiné formy účasti
Následující hráči obdrželi divokou kartu do hlavní soutěže:
- Peter Polansky
- Vasek Pospisil
- Brayden Schnur
- Denis Shapovalov

Následující hráči postoupili z kvalifikace:
- Thomas Fabbiano
- Norbert Gombos
- Pierre-Hugues Herbert
- Vincent Millot
- Reilly Opelka
- Dudi Sela
- Tim Smyczek

Následující hráči postoupili z kvalifikace jako tzv. šťastní poražení:
- Michail Južnyj
- Ernesto Escobedo

### Odhlášení
před zahájením turnaje
- Tomáš Berdych (poranění žebra) → nahradil jej  Ernesto Escobedo
- Marin Čilić → nahradil jej  Daniil Medveděv
- Pablo Cuevas → nahradil jej  Adrian Mannarino
- Novak Djoković (poranění lokte) → nahradil jej  Kevin Anderson
- Fabio Fognini → nahradil jej Čong Hjon
- Ivo Karlović → nahradil jej  Frances Tiafoe
- Martin Kližan → nahradil jej  Donald Young
- Gilles Müller → nahradil jej  Michail Južnyj
- Andy Murray → nahradil jej  Júiči Sugita
- Gilles Simon → nahradil jej  Nikoloz Basilašvili
- Fernando Verdasco → nahradil jej  Jared Donaldson
- Stan Wawrinka (poranění kolena) → nahradil jej  Kyle Edmund

## Mužská čtyřhra

### Nasazení
| Stát                                                                                      | Hráč                  | Stát       | Hráč          | ATP | Nasazení |
| ----------------------------------------------------------------------------------------- | --------------------- | ---------- | ------------- | --- | -------- |
| Finsko                                                                                    | Henri Kontinen        | Austrálie  | John Peers    | 5.  | 1.       |
| Polsko                                                                                    | Łukasz Kubot          | Brazílie   | Marcelo Melo  | 5.  | 2.       |
| Spojené království                                                                        | Jamie Murray          | Brazílie   | Bruno Soares  | 11. | 3.       |
| USA                                                                                       | Bob Bryan             | USA        | Mike Bryan    | 14. | 4.       |
| Francie                                                                                   | Pierre-Hugues Herbert | Francie    | Nicolas Mahut | 22. | 5.       |
| Jižní Afrika                                                                              | Raven Klaasen         | USA        | Rajeev Ram    | 27. | 6.       |
| Indie                                                                                     | Rohan Bopanna         | Chorvatsko | Ivan Dodig    | 31. | 7.       |
| Rakousko                                                                                  | Oliver Marach         | Chorvatsko | Mate Pavić    | 34. | 8.       |
| Žebříček ATP k 31. červenci 2017; číslo je součtem žebříčkového postavení obou členů páru |                       |            |               |     |          |

### Jiné formy účasti
Následující páry obdržely divokou kartu do hlavní soutěže:
- Frank Dancevic /  Adil Shamasdin
- Daniel Nestor /  Vasek Pospisil

Následující pár nastoupil z pozice náhradníka:
- Gaël Monfils /  Benoît Paire

### Odhlášení
před zahájením turnaje
- Steve Johnson

v průběhu turnaje
- David Ferrer

## Ženská dvouhra

### Nasazení
| Stát                             | Hráčka                 | WTA | Nasazení |
| -------------------------------- | ---------------------- | --- | -------- |
| Česko                            | Karolína Plíšková      | 1.  | 1.       |
| Rumunsko                         | Simona Halepová        | 2.  | 2.       |
| Německo                          | Angelique Kerberová    | 3.  | 3.       |
| Španělsko                        | Garbiñe Muguruzaová    | 4.  | 4.       |
| Ukrajina                         | Elina Svitolinová      | 5.  | 5.       |
| Dánsko                           | Caroline Wozniacká     | 6.  | 6.       |
| Spojené království               | Johanna Kontaová       | 7.  | 7.       |
| Rusko                            | Světlana Kuzněcovová   | 8.  | 8.       |
| USA                              | Venus Williamsová      | 9.  | 9.       |
| Polsko                           | Agnieszka Radwańská    | 10. | 10.      |
| Slovensko                        | Dominika Cibulková     | 11. | 11.      |
| Lotyšsko                         | Jeļena Ostapenková     | 12. | 12.      |
| Francie                          | Kristina Mladenovicová | 13. | 13.      |
| Česko                            | Petra Kvitová          | 14. | 14.      |
| Lotyšsko                         | Anastasija Sevastovová | 16. | 15.      |
| Rusko                            | Jelena Vesninová       | 17. | 16.      |
| Žebříček WTA k 31. červenci 2017 |                        |     |          |

### Jiné formy účasti
Následující hráčky obdržely divokou kartu do hlavní soutěže:
- Françoise Abandová
- Bianca Andreescuová
- Eugenie Bouchardová

Následující hráčky postoupily z kvalifikace:
- Jekatěrina Alexandrovová
- Lara Arruabarrenová
- Ashleigh Bartyová
- Irina-Camelia Beguová
- Sorana Cîrsteaová
- Mariana Duqueová Mariñová
- Kirsten Flipkensová
- Varvara Lepčenková
- Naomi Ósakaová
- Donna Vekićová
- Sachia Vickeryová
- Heather Watsonová

Následující hráčka postoupila z kvalifikace jako tzv. šťastná poražená:
- Magdaléna Rybáriková

### Odhlášení
před zahájením turnaje
- Madison Keysová → nahradila ji  Magdaléna Rybáriková
- Kristýna Plíšková → nahradila ji  Julia Görgesová
- Samantha Stosurová → nahradila ji  Alison Riskeová

### Skrečování
- Naomi Ósakaová

## Ženská čtyřhra

### Nasazení
| Stát                                                                                      | Hráčka                | Stát             | Hráčka             | WTA | Nasazení |
| ----------------------------------------------------------------------------------------- | --------------------- | ---------------- | ------------------ | --- | -------- |
| Rusko                                                                                     | Jekatěrina Makarovová | Rusko            | Jelena Vesninová   | 6.  | 1.       |
| Čínská Tchaj-pej                                                                          | Čan Jung-žan          | Švýcarsko        | Martina Hingisová  | 11. | 2.       |
| Česko                                                                                     | Lucie Šafářová        | Česko            | Barbora Strýcová   | 12. | 3.       |
| Indie                                                                                     | Sania Mirzaová        | Čína             | Pcheng Šuaj        | 19. | 4.       |
| Maďarsko                                                                                  | Tímea Babosová        | Česko            | Andrea Hlaváčková  | 27. | 5.       |
| Česko                                                                                     | Lucie Hradecká        | Česko            | Kateřina Siniaková | 31. | 6.       |
| Austrálie                                                                                 | Ashleigh Bartyová     | Austrálie        | Casey Dellacquová  | 32. | 7.       |
| USA                                                                                       | Raquel Atawová        | Čínská Tchaj-pej | Čan Chao-čching    | 39. | 8.       |
| Žebříček WTA k 31. červenci 2017; číslo je součtem žebříčkového postavení obou členů páru |                       |                  |                    |     |          |

### Jiné formy účasti
Následující páry obdržely divokou kartu do hlavní soutěže:
- Bianca Andreescuová /  Carson Branstineová
- Eugenie Bouchardová /  Karolína Plíšková
- Charlotte Robillardová-Milletteová /  Carol Zhaová

Následující pár nastoupil z pozice náhradníka:
- Lauren Davisová /  Alison Riskeová

### Odhlášení
před zahájením turnaje
- Ana Konjuhová

v průběhu turnaje
- Pcheng Šuaj

## Přehled finále

### Mužská dvouhra
- Alexander Zverev vs.  Roger Federer, 6–3, 6–4

### Ženská dvouhra
- Elina Svitolinová vs.  Caroline Wozniacká, 6–4, 6–0

### Mužská čtyřhra
- Pierre-Hugues Herbert /  Nicolas Mahut vs.  Rohan Bopanna /  Ivan Dodig 6–4, 3–6, [10–6]

### Ženská čtyřhra
- Jekatěrina Makarovová / Jelena Vesninová vs.  Anna-Lena Grönefeldová /  Květa Peschkeová,  6–0, 6–4